# Ponte di Legno
Ponte di Legno (AFI: /ˈponte di ˈleɲɲo/, Pont de Lègn o Put de Lègn in dialetto camuno) è un comune italiano di 1 733 abitanti della provincia di Brescia in Lombardia. Situato all'estremità settentrionale della Val Camonica, è collegato tramite il Passo di Gavia alla provincia di Sondrio e tramite il Passo del Tonale con la provincia di Trento. L'abitato principale è situato ad un'altitudine di 1260 metri sul livello del mare.

## Geografia fisica

### Territorio

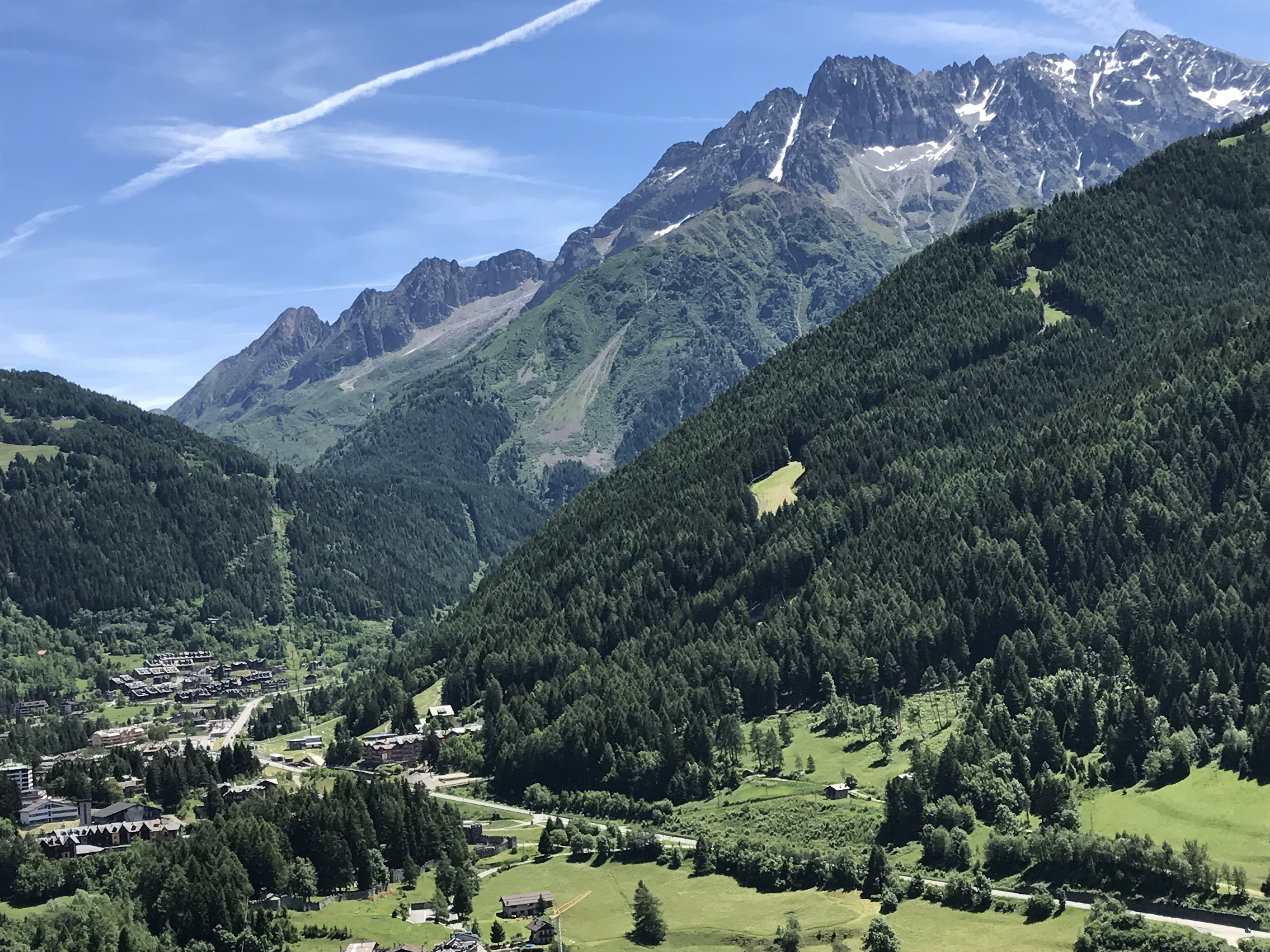
Ponte di Legno visto da Villa Dalegno

Si trova completamente immerso in un'ampia conca, tra Lombardia e Trentino-Alto Adige, all'estremità settentrionale della Val Camonica (di cui rappresenta l'ultimo e, per estensione territoriale, il più grande comune), tra le Alpi dell'Ortles a nord (gruppo Sobretta-Gavia a nord-ovest e gruppo Ortles-Cevedale (Corno dei Tre Signori e Monte Confinale) a nord e le Alpi dell'Adamello e della Presanella a sud (gruppo Adamello-Presanella, gruppo del Castellaccio, sottogruppo dell'Adamello, costituito dall'omonimo monte, dal Corno di Lago Scuro, dalla Cima Payer e dalla Cima Venezia), confinando a nord con la provincia di Sondrio (con cui è collegata tramite il passo Gavia) e a est con quella di Trento (con cui è collegata tramite il passo del Tonale).
Convergono verso il paese quattro valli: due da nord (Valle delle Messi e Valle di Viso) e due da sud (Val Sozzine e Val Bione). È inoltre il punto geografico dove il torrente Narcanello, che scende dal ghiacciaio del Pisgana, ed il torrente Frigidolfo, proveniente da Val Malza e dal Lago Nero, confluiscono dando vita all'Oglio, importante fiume immissario del lago d'Iseo e uno degli affluenti principali del Po.
È il comune più a nord della provincia di Brescia ed è il secondo più popoloso dell'Alta Valle Camonica dopo Edolo. La frazione di Poia (1 210 m s.l.m.), ormai inglobata nell'abitato principale, ne costituisce la propaggine occidentale. Le frazioni di Zoanno (1 345 m) e Precasaglio (1 395 m) si trovano verso nord in direzione del passo del Gavia. La frazione di Pezzo (1 565 m) rappresenta il paese abitato tutto l'anno posto alla maggiore altitudine dell'intera provincia di Brescia. Dal centro dell'abitato è possibile ammirare in direzione sud-est proprio il gruppo del Castellaccio.

## Clima
Il clima di Ponte di Legno è di tipo nettamente alpino caratterizzato da lunghi inverni molto rigidi e nevosi e da brevi e fresche estati.
La temperatura minima registrata è di −31,5 °C, mentre d'estate la media minima è di +5 °C e la media massima è intorno a +19 °C.

## Storia

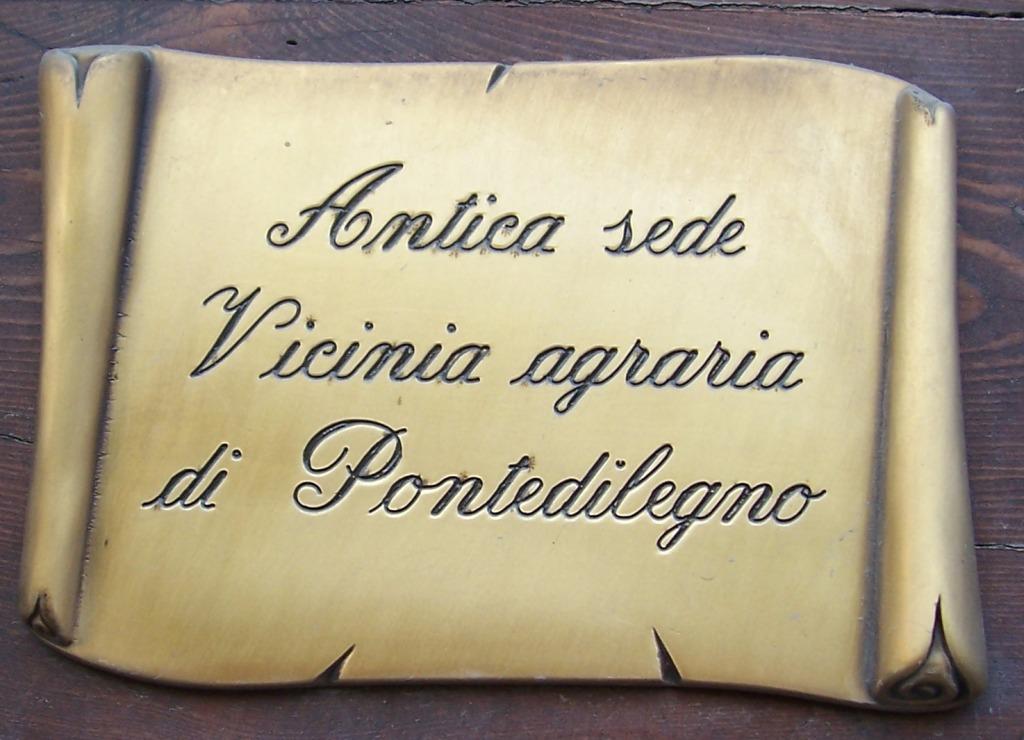
Ex sala della Vicinia

Nel 774 d.C., nel documento di donazione della Valle Camonica da parte di Carlo Magno al monastero di San Martino di Tours (Abbazia di Marmoutier), la parte più settentrionale della vallata, al confine con Trentino, è denominata Dalanias: 
(Monumenta Germaniae Historica diplomatum Carolinorum, 16 luglio 774 ev (Testo in latino disponibile su wikisource))
In epoca medievale e moderna il nome diviene Daligno o Dalegno. In età veneziana (1428-1797) una delle divisioni amministrative della Valle Camonica era composta dalle due comunità non confinanti di Borno e Dalegno.
Attorno all'anno Mille, la chiesa matrice della comunità di Dalegno, quella di San Martino di Villa Dalegno, ottiene la facoltà di avere una fonte battesimale, senza dover rifarsi a quella della pieve di Edolo.
Nel 1158 il vescovo di Brescia Raimondo: in specifico, in riguardo a ogni onore, distretto e castellanza di Dalegno e di ogni diritto di imporre la decima, quale esiste adesso ed esisterà nel tempo a venire, che nel territorio di Delegno e nelle sue pertinenze (…) e inoltre dell'onore e del distretto che il vescovo ha in Cimbergo vengano investiti Pietro e Laffranco Martinengo.
Il 18 gennaio 1350 il vescovo di Brescia Bernardo Tricardo investe iure feudi dei diritti di decima nei territori di Dalegno la comunità e gli uomini di Dalegno.
Alla pace di Breno del 31 dicembre 1398 i rappresentanti della comunità di Dalegno, Giacomo di Faustino Favalino e il notaio Antonio Pedercino di Davena, si schierarono sulla sponda ghibellina.
Il 9 aprile 1411 Giovanni Federici viene nominato da Giovanni Maria Visconti di Milano conte della Contea di Edolo e Dalegno.
Con la pace di Lodi del 1454, tutta la Valle Camonica passò sotto la Serenissima Repubblica Veneta. All'interno della Serenissima ci fu un relativamente lungo periodo di tranquillità e di pace durata fino alla caduta della Repubblica nel 1797. La politica della Serenissima era di rispettare gli usi e le consuetudini, nonché alcuni regolamenti e leggi locali. Fu sotto la dominazione della Serenissima che, nello stemma di Ponte di Legno fu inserito il Leone di San Marco, simbolo della Repubblica.
Nel XVII secolo l'erudito padre Gregorio Brunelli riporta che gli abitanti migravano d'ottobre sino a maggio nel bresciano, nel cremonese e nello stato di Milano a portar le pecore.
Nel 1624 si effettua la separazione di Dalegno tra le terre di fuori (Temù, Villa, Pontagna, Lecanù) e le terre di dentro (Ponte, Poia, Zoanno, Precasaglio e Pezzo).
Il 1911 è l'anno di fondazione dello Ski Club Ponte di Legno, uno dei primi d'Italia, mentre l'anno successivo Ponte di Legno è nominata dal Touring Club Italiano prima stazione italiana di turismo e sports invernali.
Per quanto riguarda la storia del XX secolo, Ponte di Legno ha conosciuto direttamente le due guerre mondiali, in particolare la prima, essendo un avamposto importante dell'Italia di fronte all'Impero austro-ungarico.
Il 27 settembre 1917 Ponte di Legno, già evacuata, venne bombardata per rappresaglia dai cannoni austriaci. Dopo la fine delle ostilità si decise di avviare il piano di ricostruzione che terminò ufficialmente il 3 settembre 1922 alla presenza in paese del re Vittorio Emanuele III.
Il comune è spesso punto di passaggio importante per i ciclisti del Giro d'Italia che, scesi dal Tonale, imboccano la strada statale del Gavia salendo fino al passo omonimo (2621 m) per scendere in Valfurva.
Il 28 ottobre 2012 è stata sottoposta a referendum la proposta di fusione fra i comuni di Ponte di Legno e Temù che non è passata.

### Simboli
(D.R. del 20 dicembre 1928)
Il gonfalone è un drappo di azzurro.

## Monumenti e luoghi d'interesse

### Architetture religiose
Le chiese di Ponte di Legno sono:

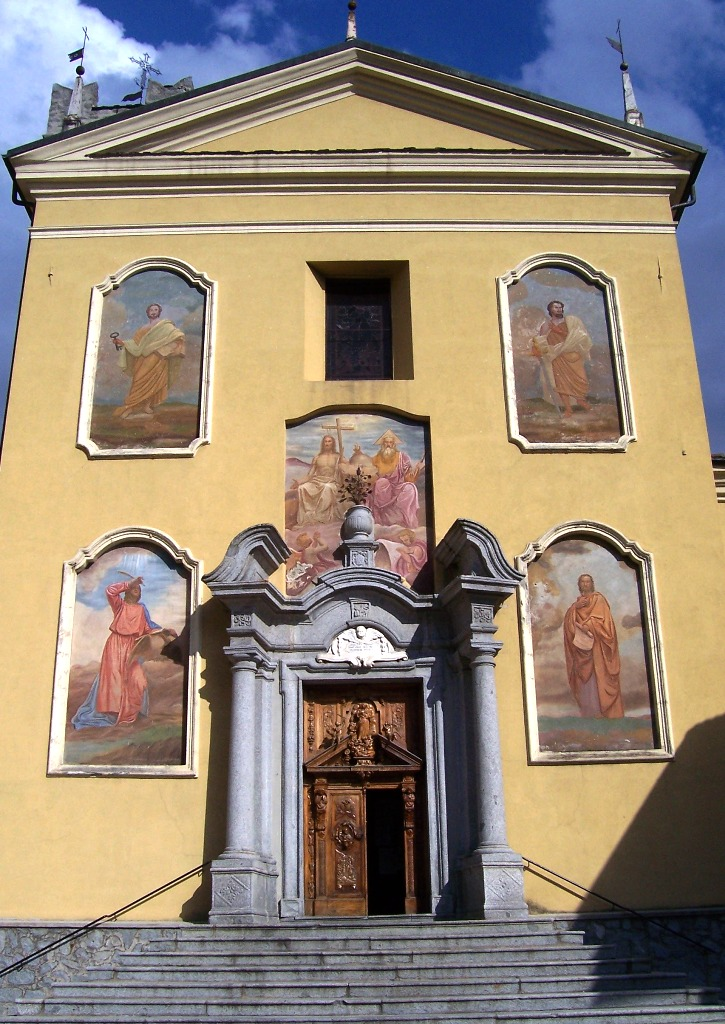
Chiesa della Santissima Trinità

- Chiesa della Santissima Trinità, datata 1685, sebbene il portone ligneo sia del 1929. All'interno sono presenti opere della bottega dei Ramus.
- Chiesa di Sant'Apollonio, in località Plampezzo. Si tratta di un'antica chiesa risalente al XII-XIII secolo, con all'interno alcuni affreschi del XIV secolo da alcuni studiosi attribuiti al pittore Giovanni da Volpino.

### Architetture storiche
- Castello di Castelpoggio: struttura privata non visitabile situata in località Poia, all'ingresso occidentale di Ponte di Legno. Nel 1853 erano ancora presenti ruderi di fortificazioni precedenti, ma nel 1914 vennero erette delle strutture militari, delle trincee e dei camminamenti; a ciò va ad aggiungersi che la zona fu pesantemente bombardata durante la guerra[13]. Nel 1922 il conte Giuseppe Zanchi De Zan acquistò il poggio e costruì il castello oggi visibile. Nel secondo dopoguerra nel maniero sono stati ricavati 21 miniappartamenti: 12 nel corpo principale, 7 nelle stalle, 1 nella casetta del maggiordomo ed 1 nella cappella. Il castello, sito a 1 272 m s.l.m., ha una cinta muraria lunga 580 m con merlature ghibelline e 6 accessi.[13]

### Aree naturali
- Laghetto di Valbione: è una piccola frazione di Ponte di Legno. A renderla graziosa sono un laghetto attrezzato per la pesca e la presenza di un golf club. Ideale per trascorrere una tranquilla giornata in famiglia, nei pressi del laghetto è presente anche un bar-ristorante. La località è raggiungibile in seggiovia, in auto, oppure a piedi per sentiero. Da Valbione è possibile, con un'altra seggiovia, salire al Corno d'Aola (ci sono anche un sentiero e una strada per le auto), da cui si ha una vista panoramica sulla valle.
- Val Sozzine: valle che si estende da Ponte di Legno in direzione del Passo del Tonale. Vi si giunge facilmente sia a piedi sia in macchina. Il sentiero parte direttamente dal paese (costeggiando il torrente Narcanello) e offre la possibilità di seguire un percorso-vita provvisto di varie attrezzature. La zona è fornita di tavoli, griglie e un parco giochi.

## Società
Con i suoi 100 km² Ponte di Legno è il secondo comune più vasto della provincia di Brescia dopo Bagolino.

### Evoluzione demografica
Abitanti censiti

### Etnie e minoranze straniere
Al 1º gennaio 2019 gli stranieri residenti nel comune di Ponte di Legno sono 75 e costituiscono il 4,3% della popolazione totale. La comunità più consistente è quella albanese che conta 36 persone.

### Tradizioni e folclore
Gli scütüm sono nei dialetti camuni dei soprannomi o nomignoli, a volte personali, altre volte indicanti tratti caratteristici di una comunità.
- Ponte: Bar (pastori o bari),

```
Madunìnì
.
```

- Poia: Bòrse
- Zoanno: Gòs
- Pezzo: Benüi (donnole)
- Precasaglio: Berlif

### Feste e ricorrenze
- Giovedì di mezza quaresima, (Giudi' de la Meza): si legge il testamento e di seguito si brucia la Vecchia[16].
- 29 giugno - Santi Pietro e Paolo: sagra e fiera di San Pietro.[16]
- 2 novembre Commemorazione dei defunti. Ancora oggi permane l'usanza della distribuzione gratuita del sale da parte della Vicinia a ciascun capofuoco (famiglie residenti) in tutto il paese di Ponte di Legno.[16]
- Domenica prima di Pasqua: i ragazzi di Recco inviano delle palme per festeggiare la domenica delle Palme, mentre d'inverno i dalignesi ed il comune stesso tagliano degli abeti per abbellire le piazze del comune di Recco. Nel 2006 c'è stato il 50º anniversario del gemellaggio istituito nel 1956.

## Geografia antropica

### Frazioni e località
Il comune di Ponte di Legno presenta diverse frazioni e località:
- Case di Viso
- Passo del Tonale
- Passo Gavia
- Pezzo
- Poia
- Precasaglio
- Valle delle Messi
- Valle di Viso
- Val Sozzine
- Valbione
- Zoanno

## Economia

### Turismo
Il comune di Ponte di Legno offre molte attrattive sia per la stagione estiva sia per quella invernale.
- Estate: piste da mountain bike, un campo da golf, piscina, palasport, tornei di calcio a 5 (Memorial Colzani, giunto alla decima edizione).
- Inverno: stazione sciistica provvista di circa 100 km di piste da sci con innevamento artificiale e una trentina di impianti di risalita.

La possibilità di svolgere numerose attività immersi nella natura, come gite all'aria aperta, escursioni in mountain bike, arrampicate su roccia e traversate sui ghiacciai è garantita in tutte le stagioni dell'anno. Sagre gastronomiche goderecce accompagnano il finire dell'estate nel mese di settembre.

## Infrastrutture e trasporti

### Strade
La strada statale 42 del Tonale e della Mendola collega la Val Camonica con la città di Bergamo e prosegue in Val di Sole e nella Val di Non in direzione Bolzano.La strada provinciale 300 di Gavia collega Ponte di Legno con il comune di Santa Caterina di Valfurva in Valtellina.

### Impianti a fune
Ponte di Legno fa parte del comprensorio sciistico Adamello Ski.  I numerosi impianti sono attivi durante la stagione estiva (giugno-agosto) e in quella invernale (dicembre-marzo). Una cabinovia inaugurata il 2 dicembre 2006 collega in meno di 15 minuti Ponte di Legno con il Passo del Tonale.

## Amministrazione
| Periodo        | Periodo        | Primo cittadino  | Partito | Carica  | Note |
| -------------- | -------------- | ---------------- | ------- | ------- | ---- |
| 31 maggio 1985 | 23 maggio 1990 | Giuliana Trigari | PSI     | Sindaco |      |
| 23 maggio 1990 | 24 aprile 1995 | Paolo Costa      | DC      | Sindaco |      |

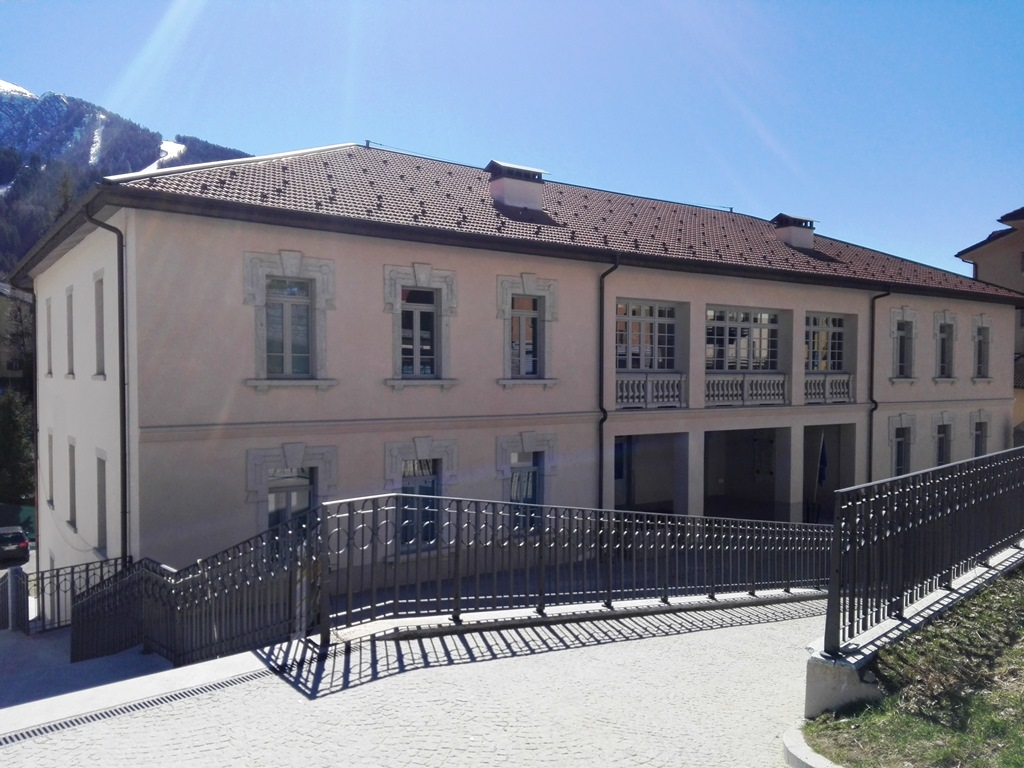
Il municipio di Ponte di Legno.

Di seguito l'elenco dei sindaci eletti direttamente dai cittadini (dal 1995):
| Periodo          | Periodo          | Primo cittadino      | Partito                         | Carica           | Note   |
| ---------------- | ---------------- | -------------------- | ------------------------------- | ---------------- | ------ |
| 24 aprile 1995   | 11 febbraio 1997 | Andrea Bulferetti    | PPI                             | Sindaco          | [ 17 ] |
| 11 febbraio 1997 | 28 aprile 1997   | Sandro Faustinelli   | PDS                             | Vicesindaco f.f. |        |
| 28 aprile 1997   | 1º dicembre 1998 | Andrea Bulferetti    | PPI                             | Sindaco          | [ 18 ] |
| 1º dicembre 1998 | 14 giugno 1999   | Paola Fico           |                                 | Commissario      |        |
| 14 giugno 1999   | 5 febbraio 2003  | Mario Toselli        | Casa delle Libertà              | Sindaco          | [ 17 ] |
| 5 febbraio 2003  | 27 maggio 2003   | Paola Fico           |                                 | Commissario      |        |
| 27 maggio 2003   | 27 maggio 2013   | Mario Giuseppe Bezzi | lista civica di centro-sinistra | Sindaco          |        |
| 27 maggio 2013   | 11 giugno 2018   | Aurelia Sandrini     | lista civica di centro-sinistra | Sindaco          |        |
| 11 giugno 2018   | in carica        | Ivan Faustinelli     | lista civica di centro-sinistra | Sindaco          |        |

### Gemellaggi
- Recco, dal 1956[senza fonte]

### Unione di comuni
Ponte di Legno fa parte dell'Unione Comuni dell'Alta Valle Camonica, assieme ai comuni di Temù, Vione, Vezza d'Oglio, Incudine e Monno.
L'unione di comuni, che ha sede a Ponte di Legno, è stata creata il 30 ottobre 2000, ed ha una superficie di circa 284,10 km².

## Galleria d'immagini

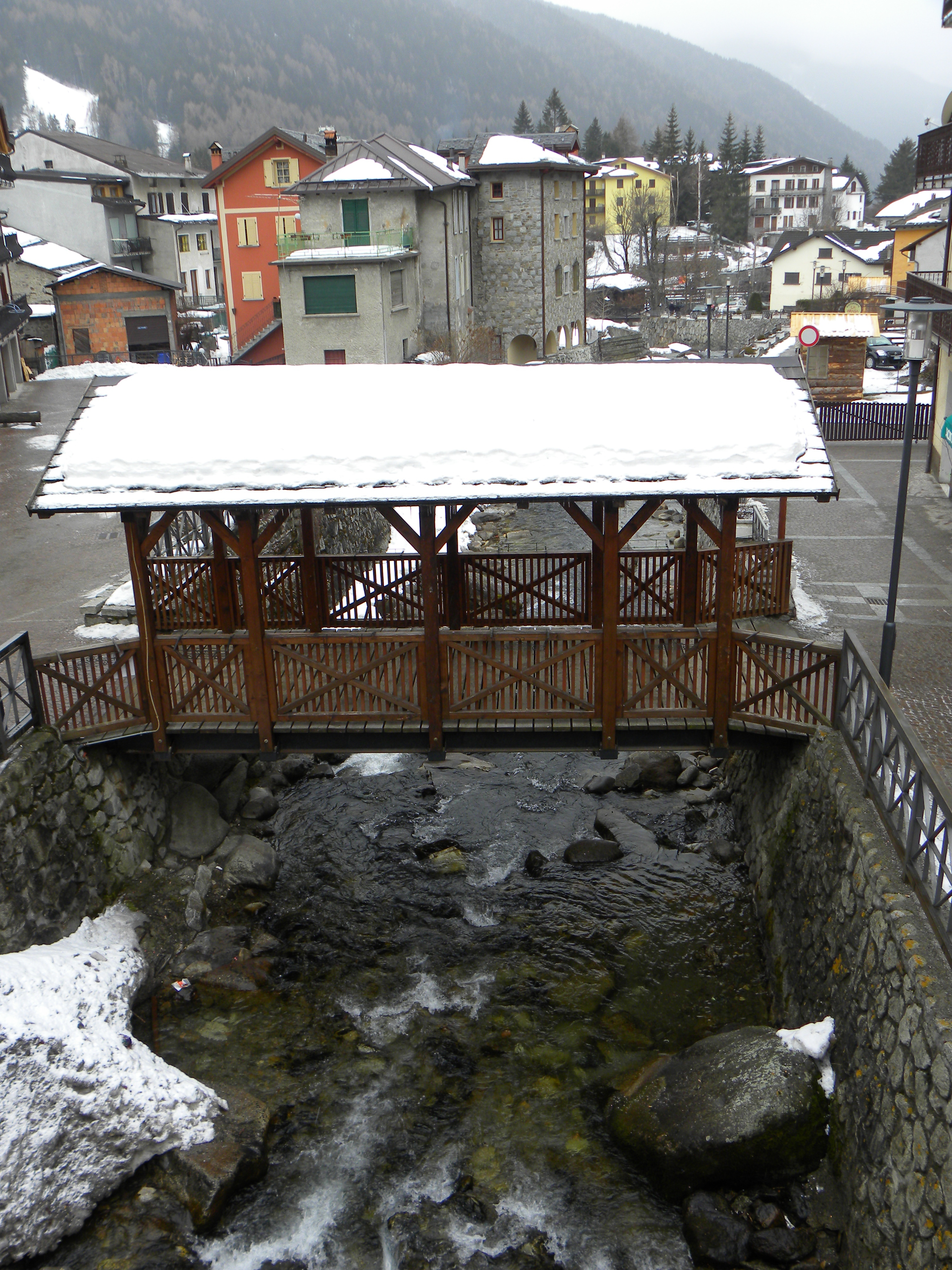
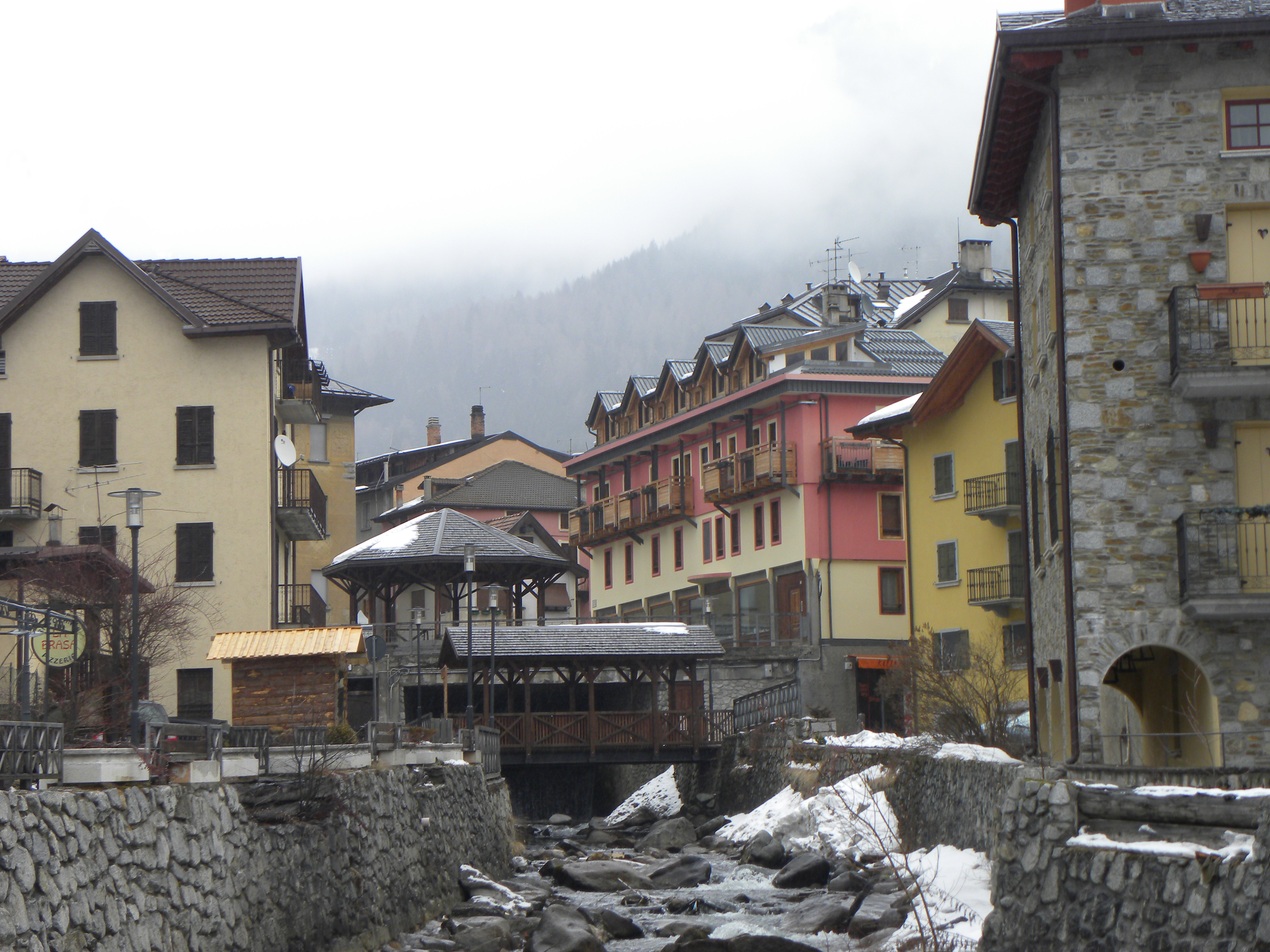
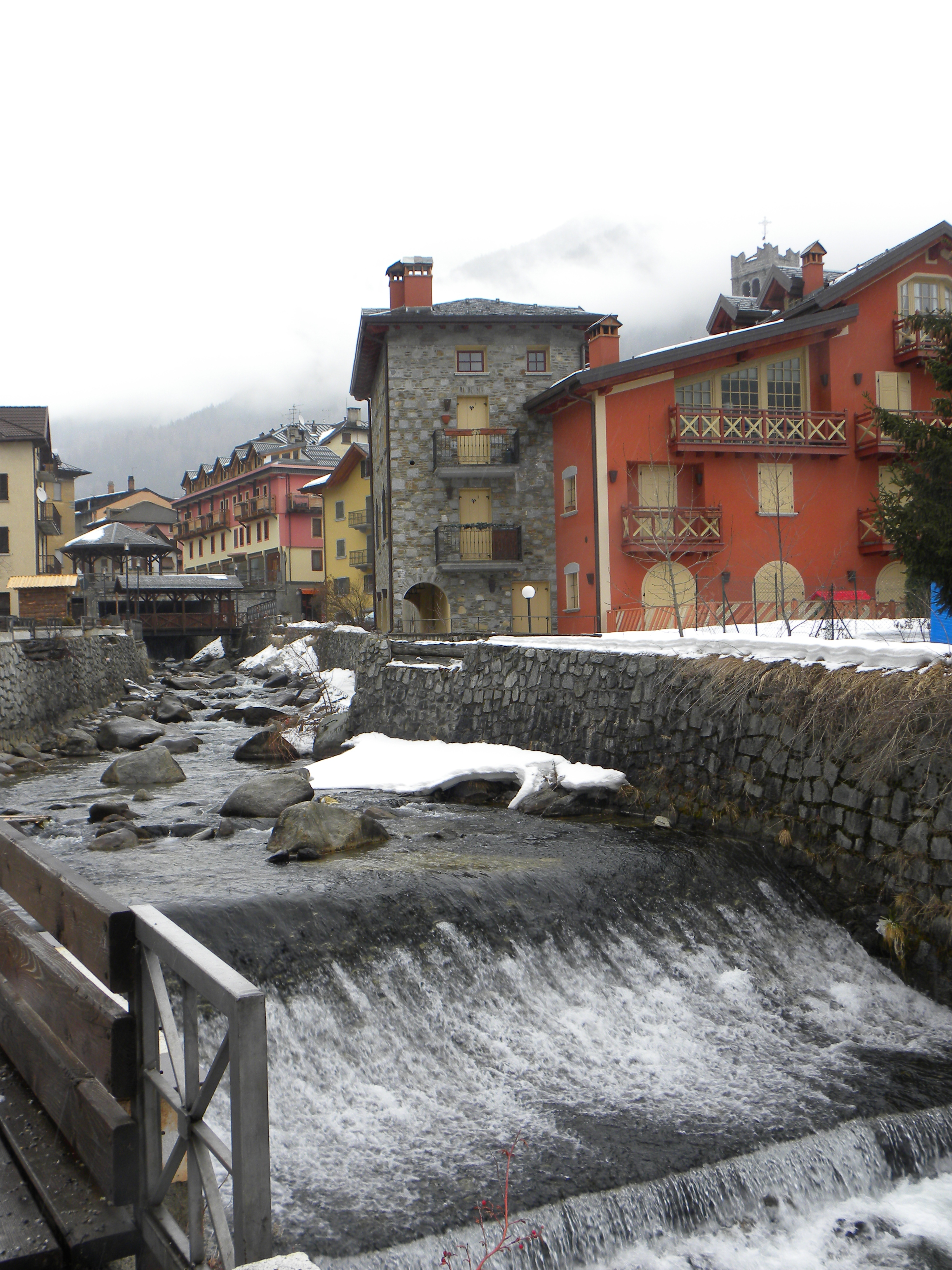
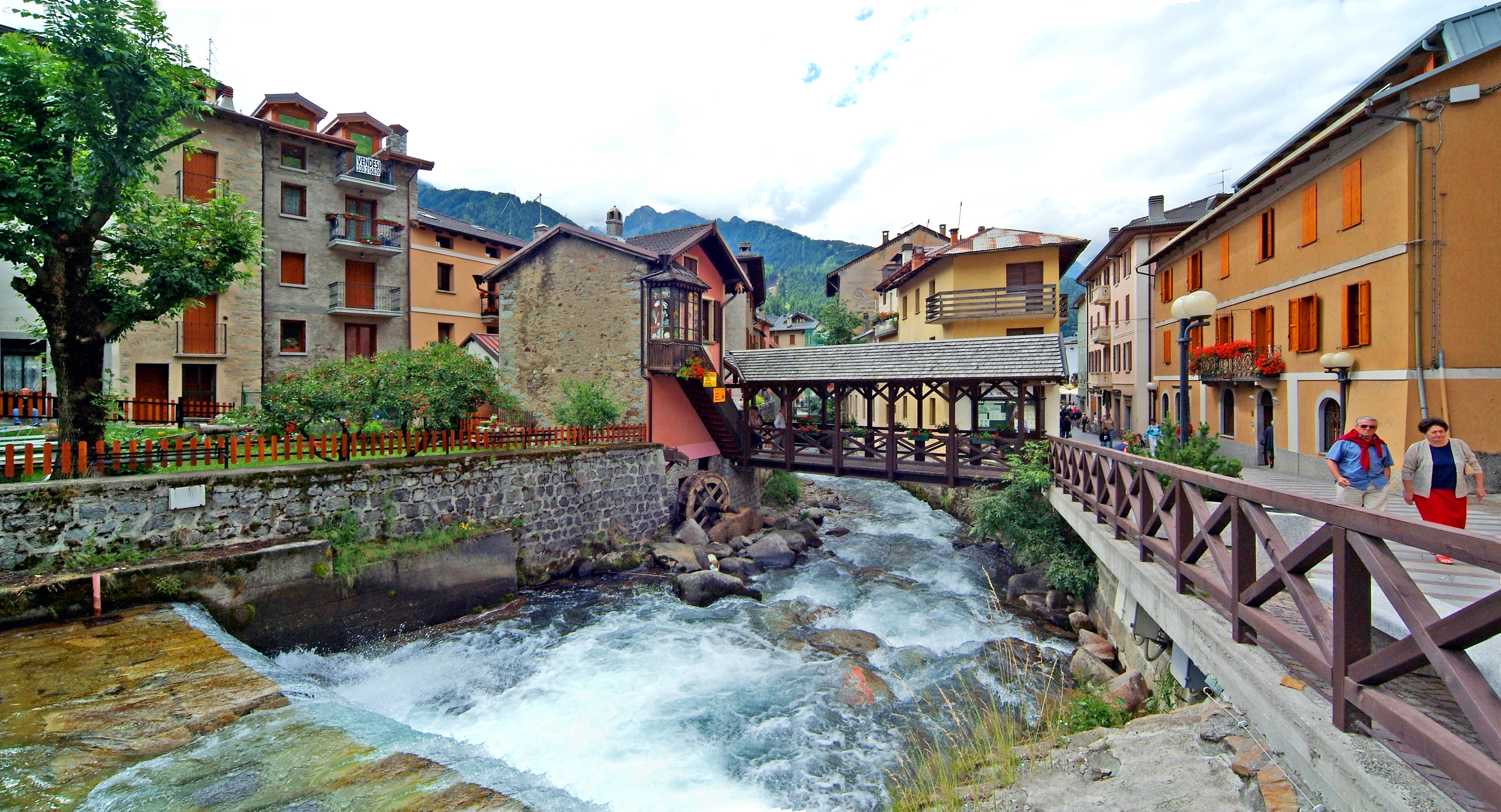
Il torrente Frigidolfo
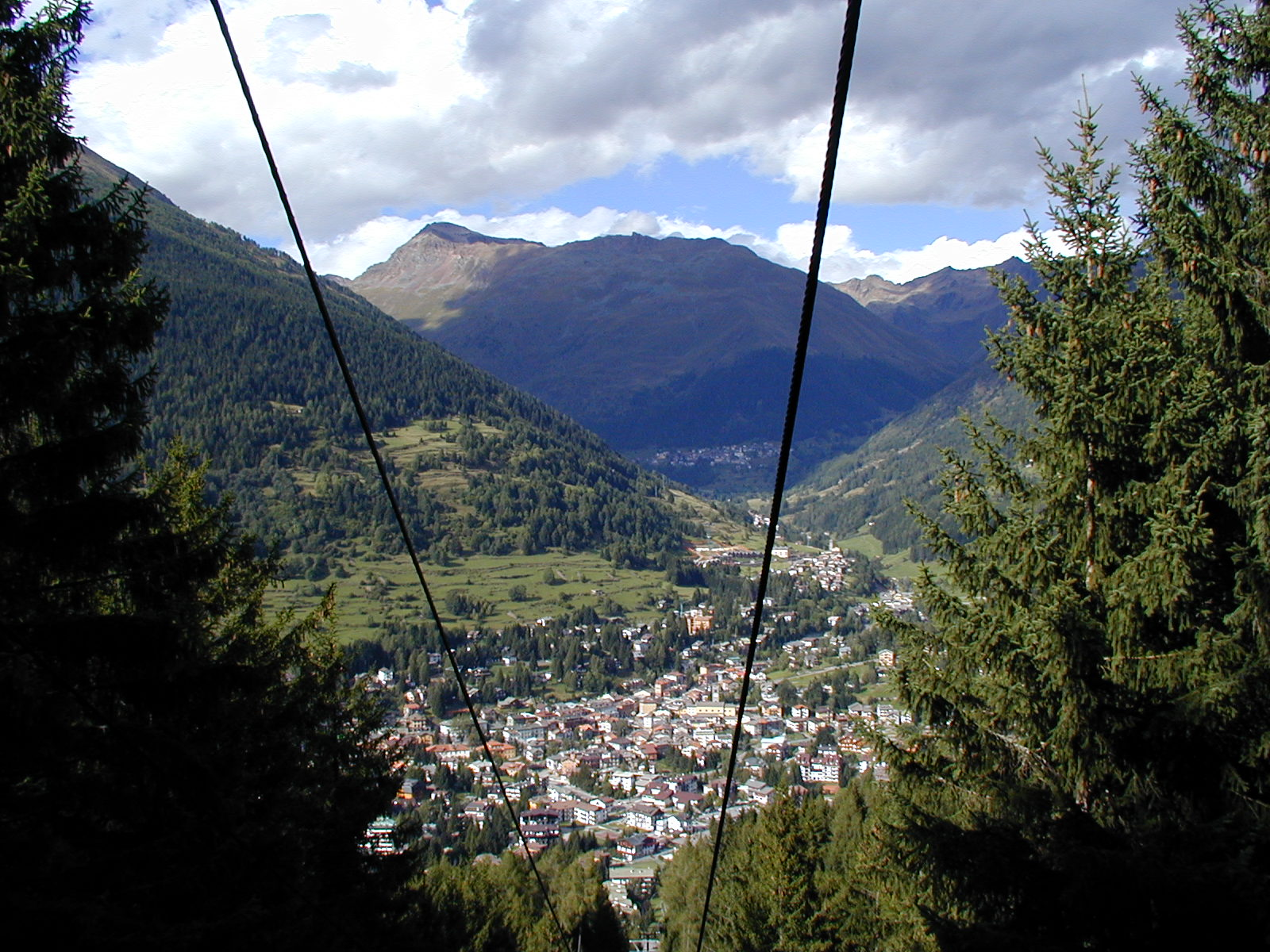
Ponte di Legno verso il Monte Gavia visto dalla seggiovia
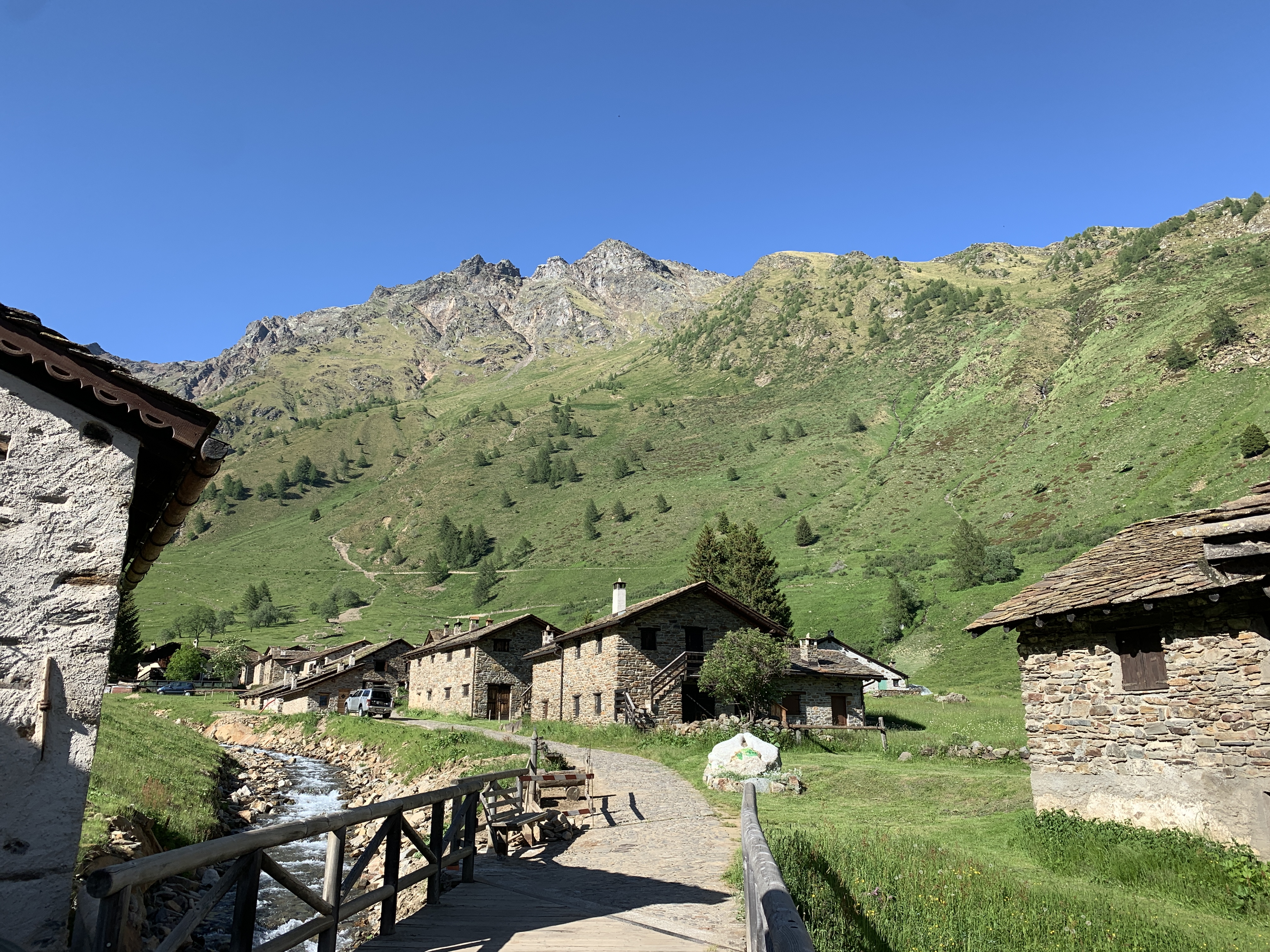
Case di Viso
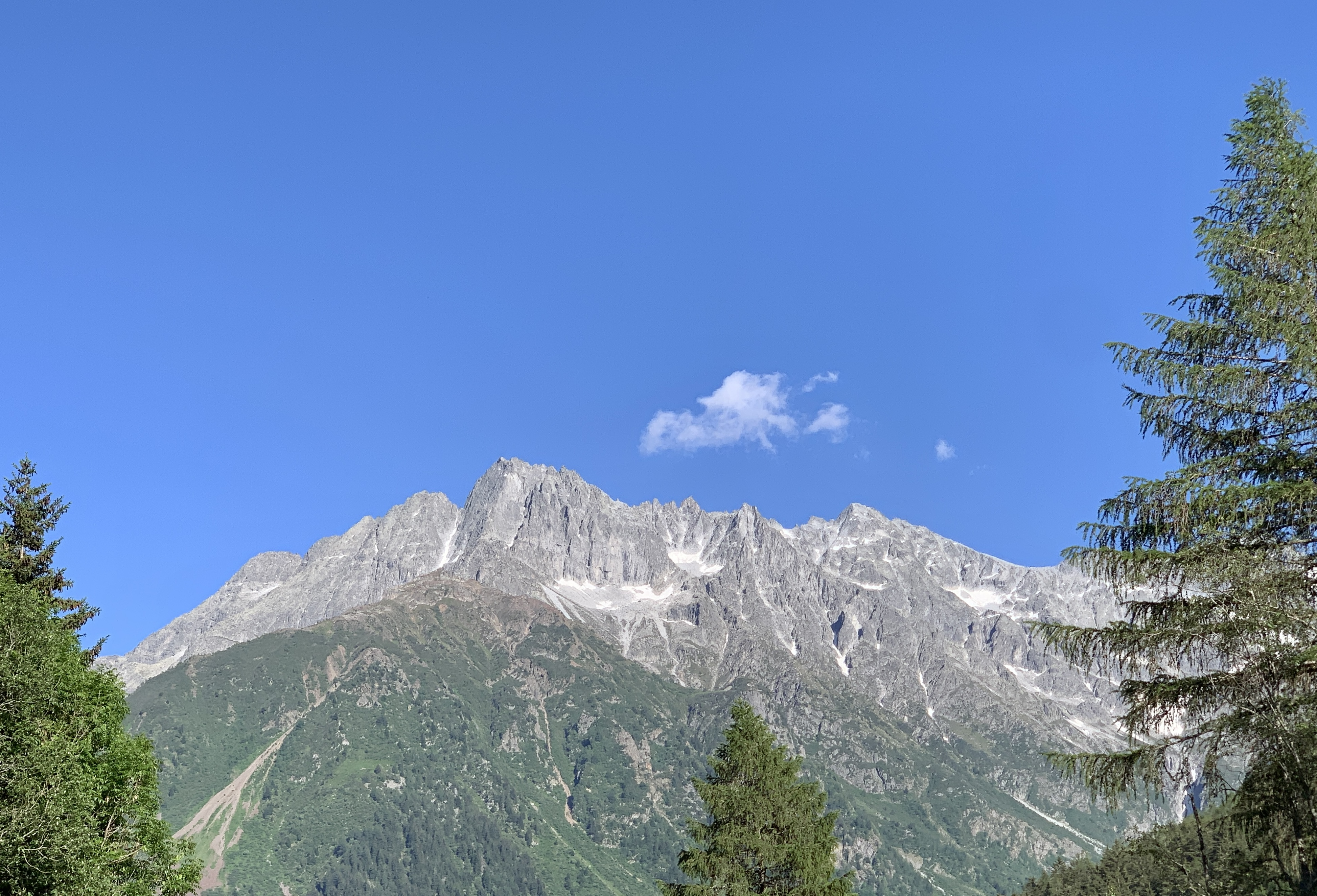
Da sinistra: Forcella del Dito (2955 m), Punta del Castellaccio (3029 m), Corno di Lago Scuro (3166 m)